# Idaea
Idaea Treitschke, 1825 è un genere di lepidotteri appartenente alla famiglia Geometridae.

## Specie

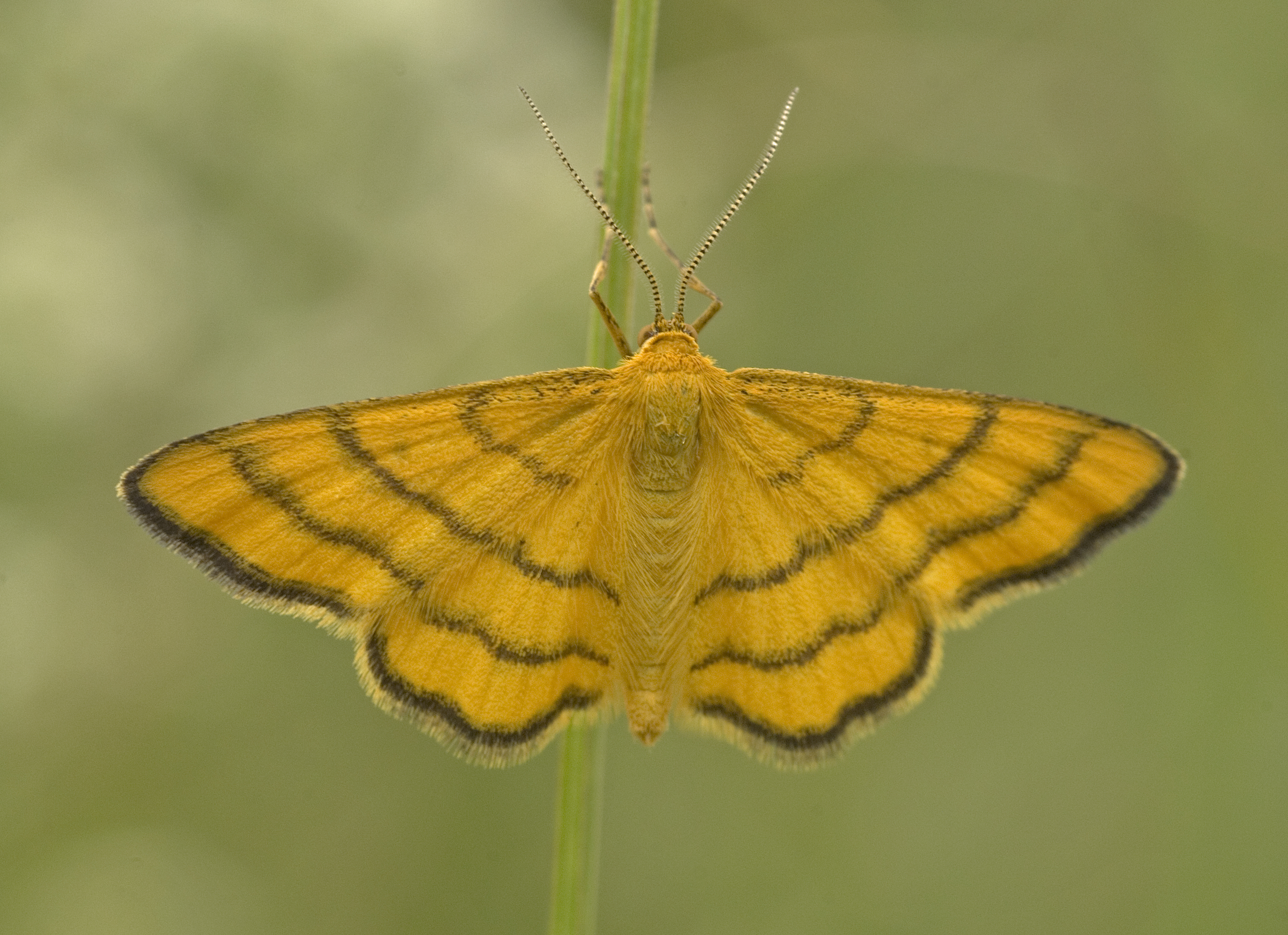
Idaea aureolaria

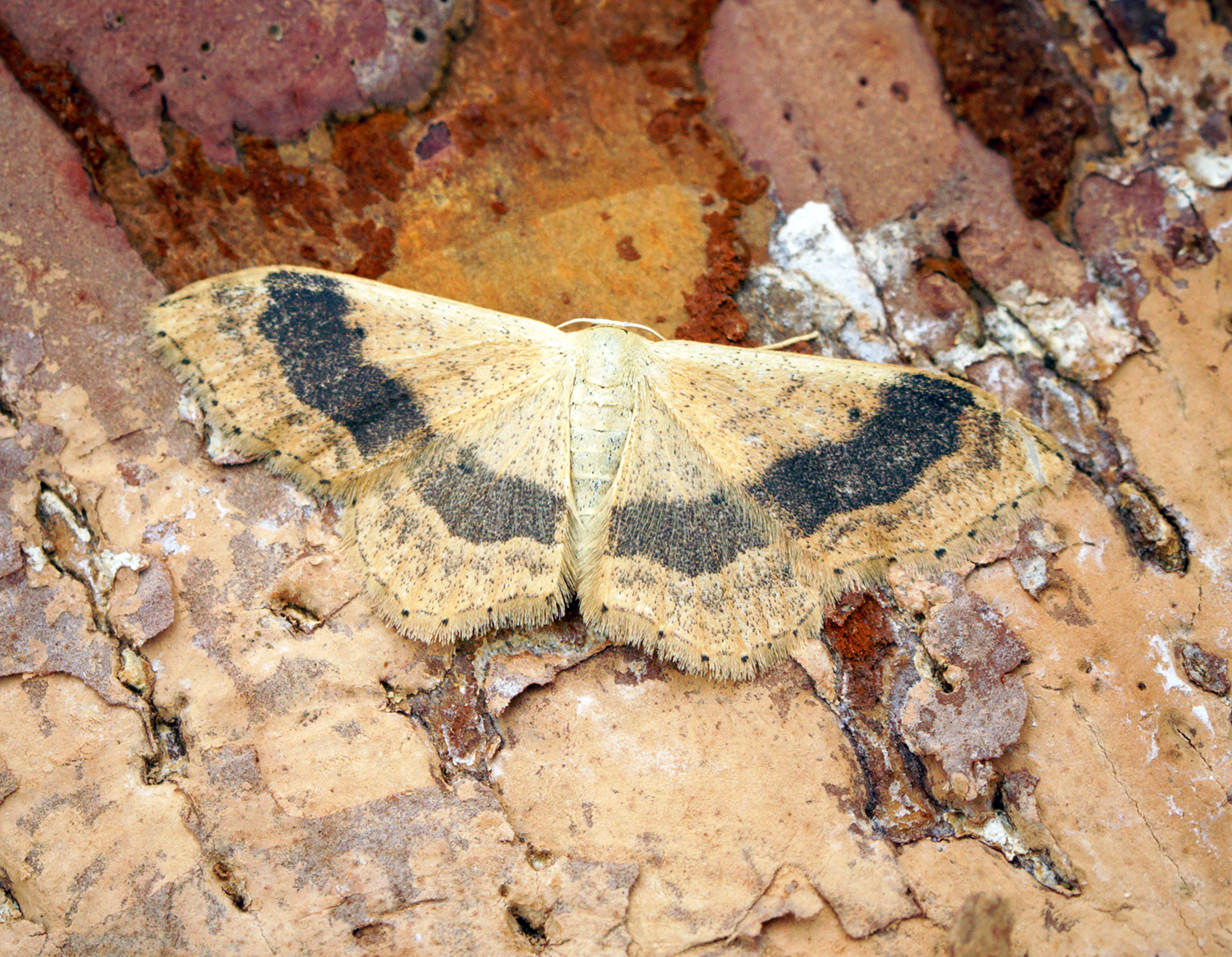
Idaea aversata

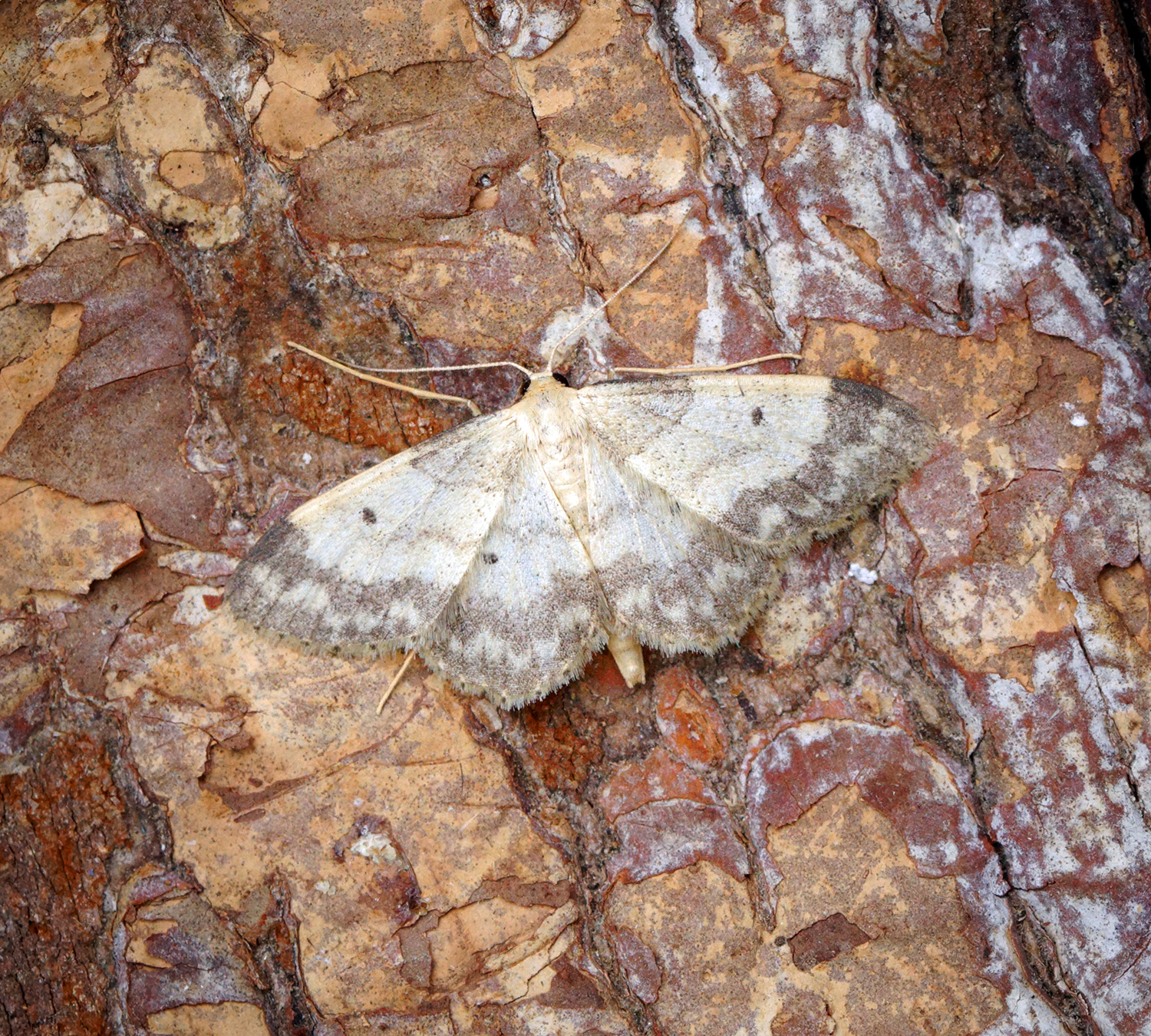
Idaea biselata

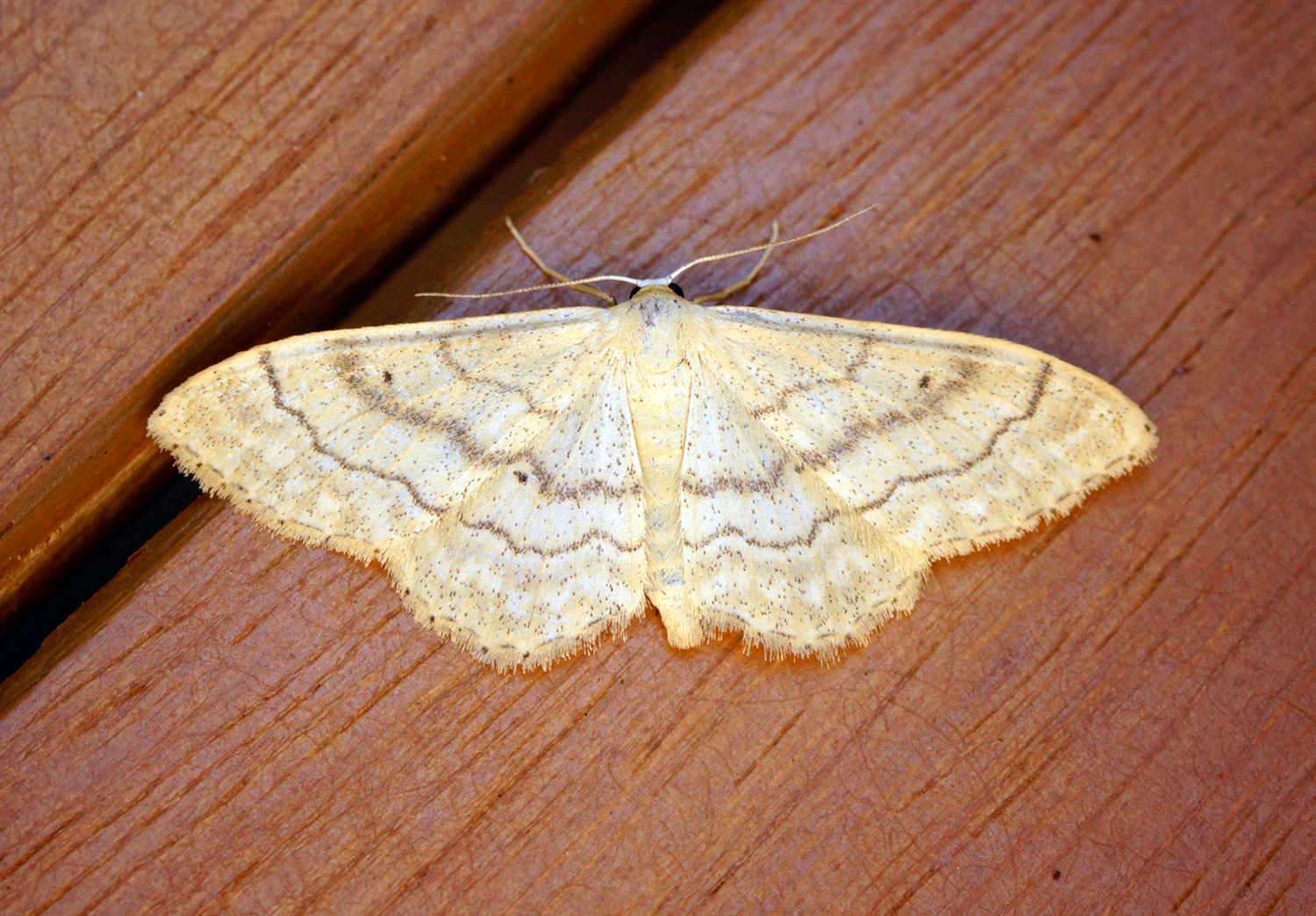
Idaea deversaria

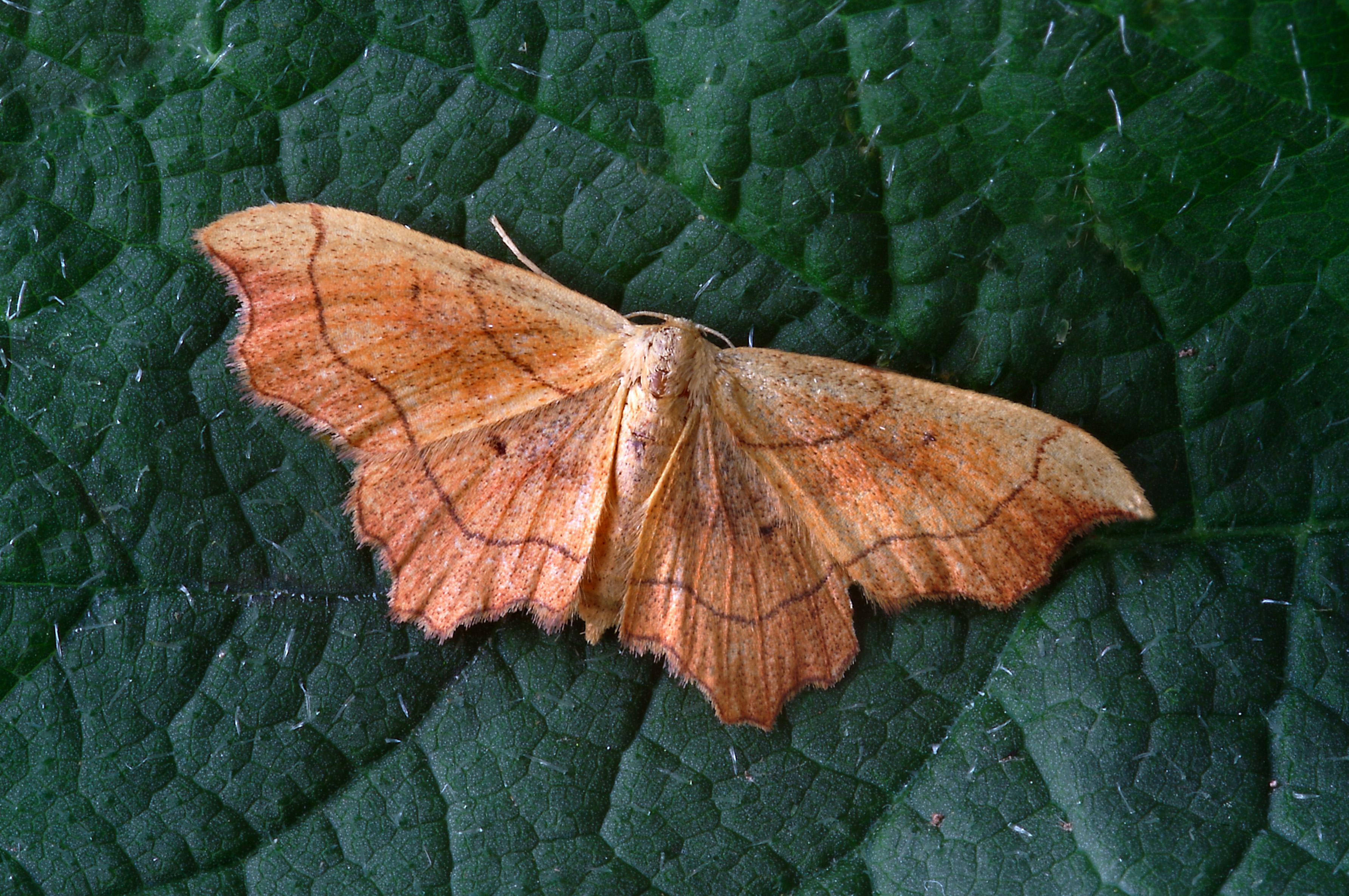
Idaea emarginata

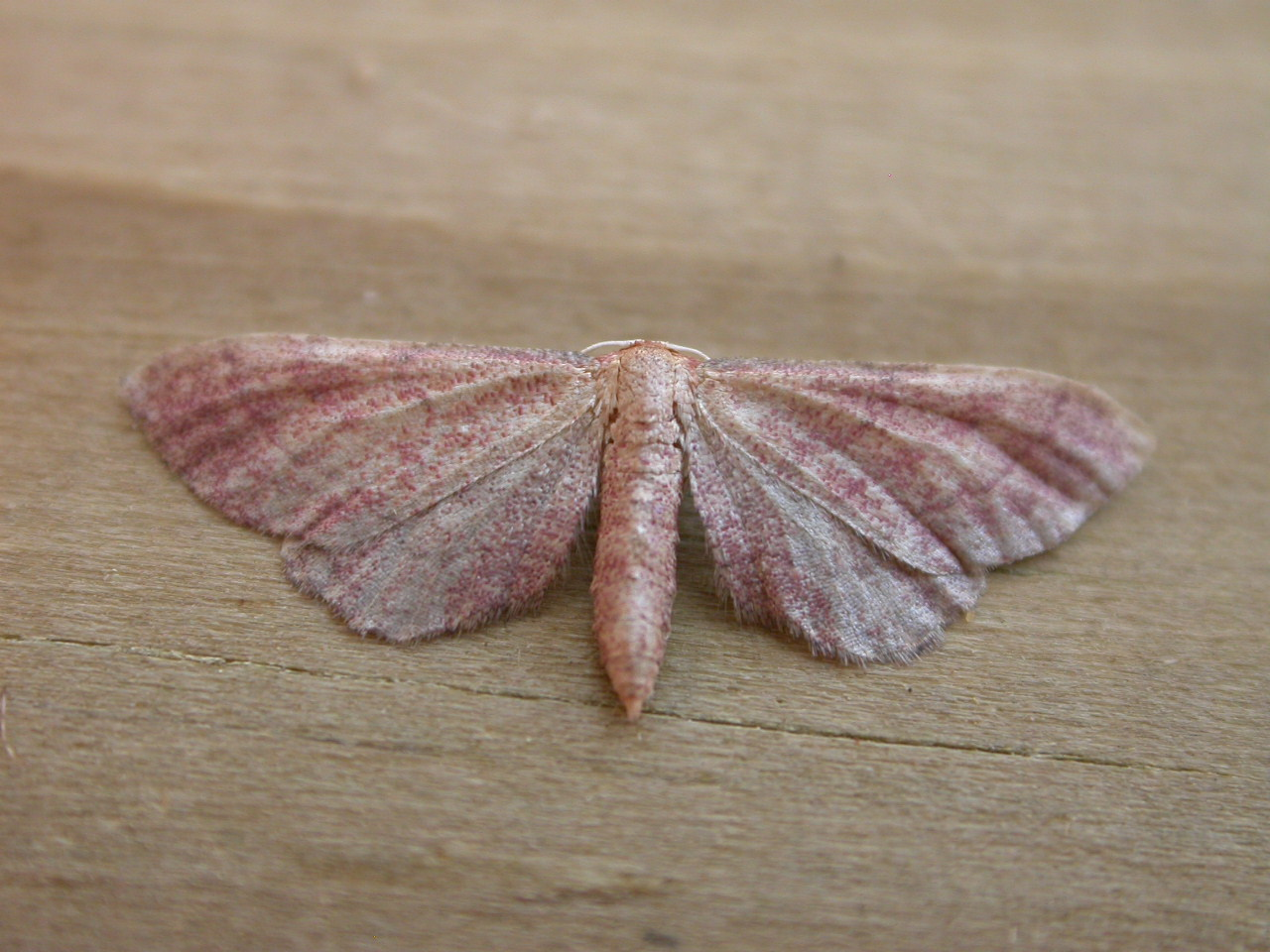
Idaea infirmaria

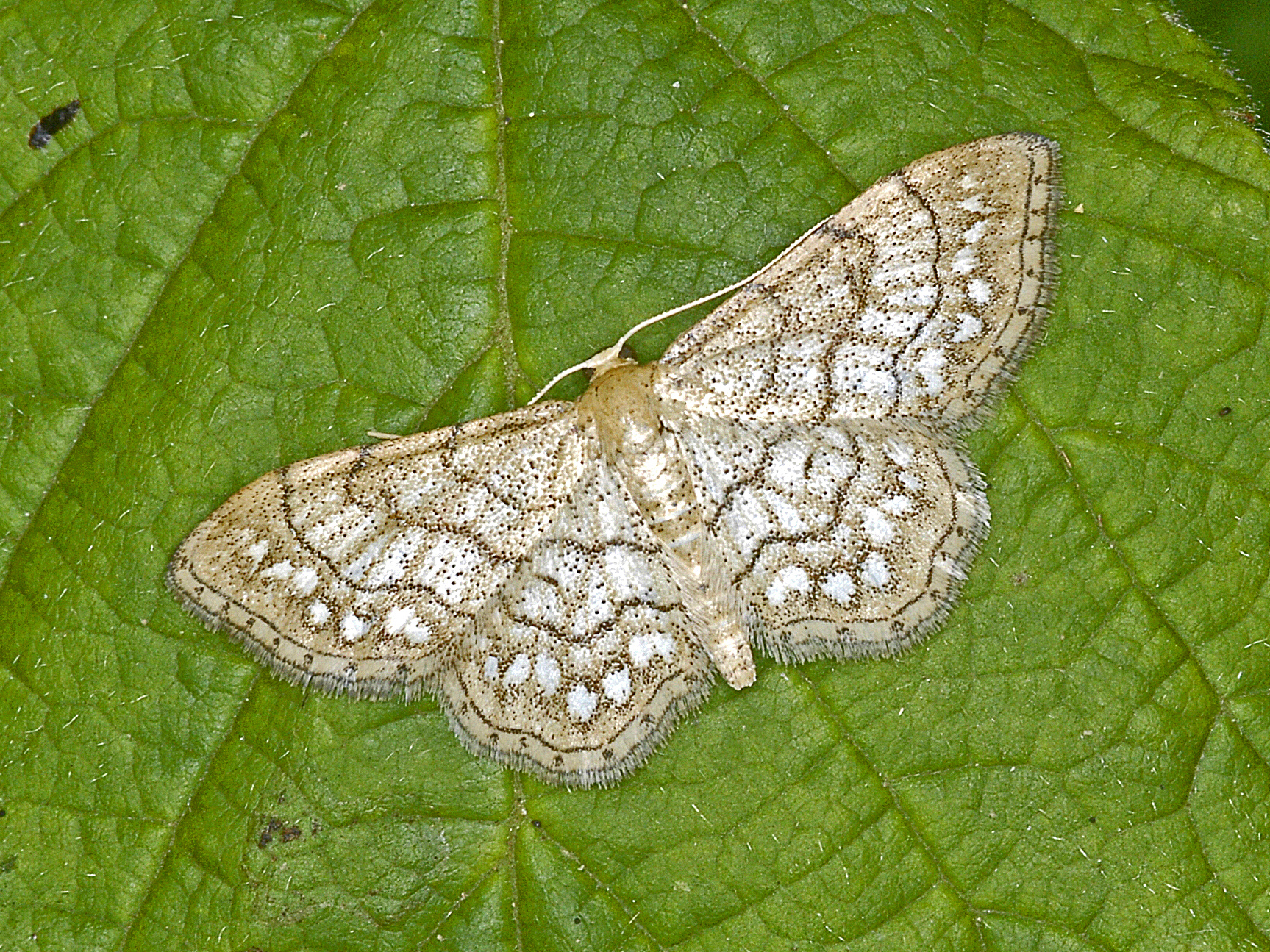
Idaea moniliata

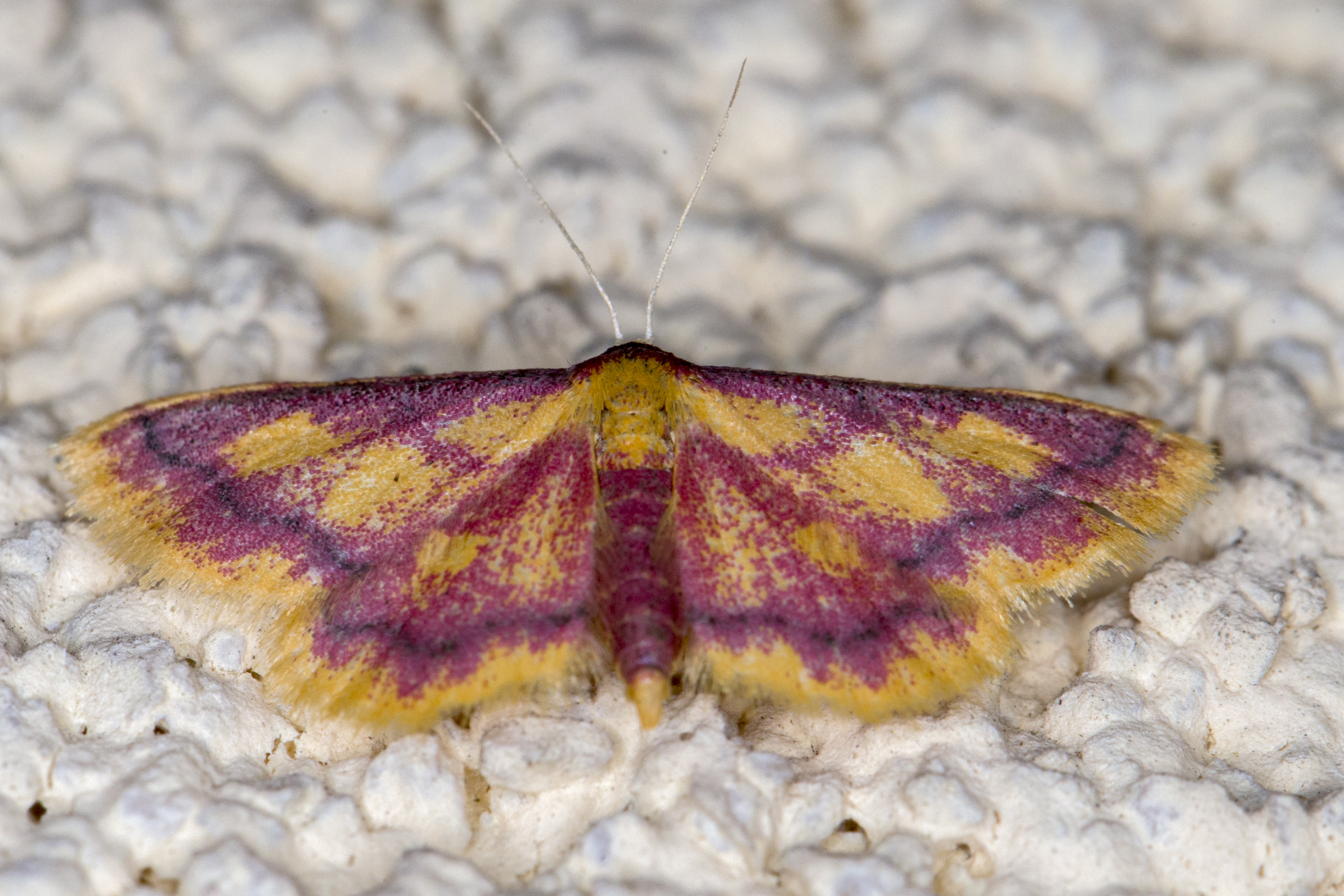
Idaea muricata

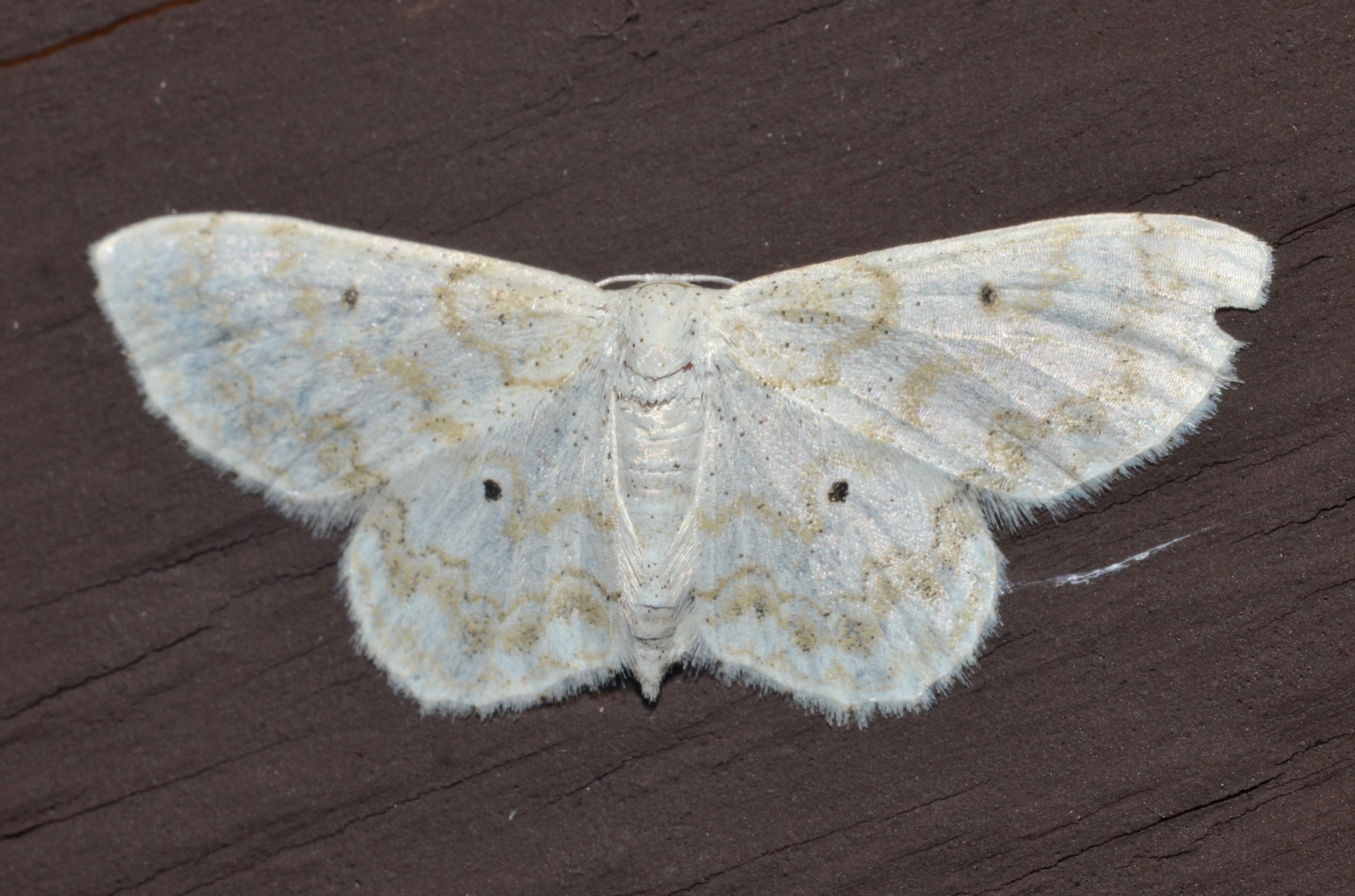
Idaea obfusaria

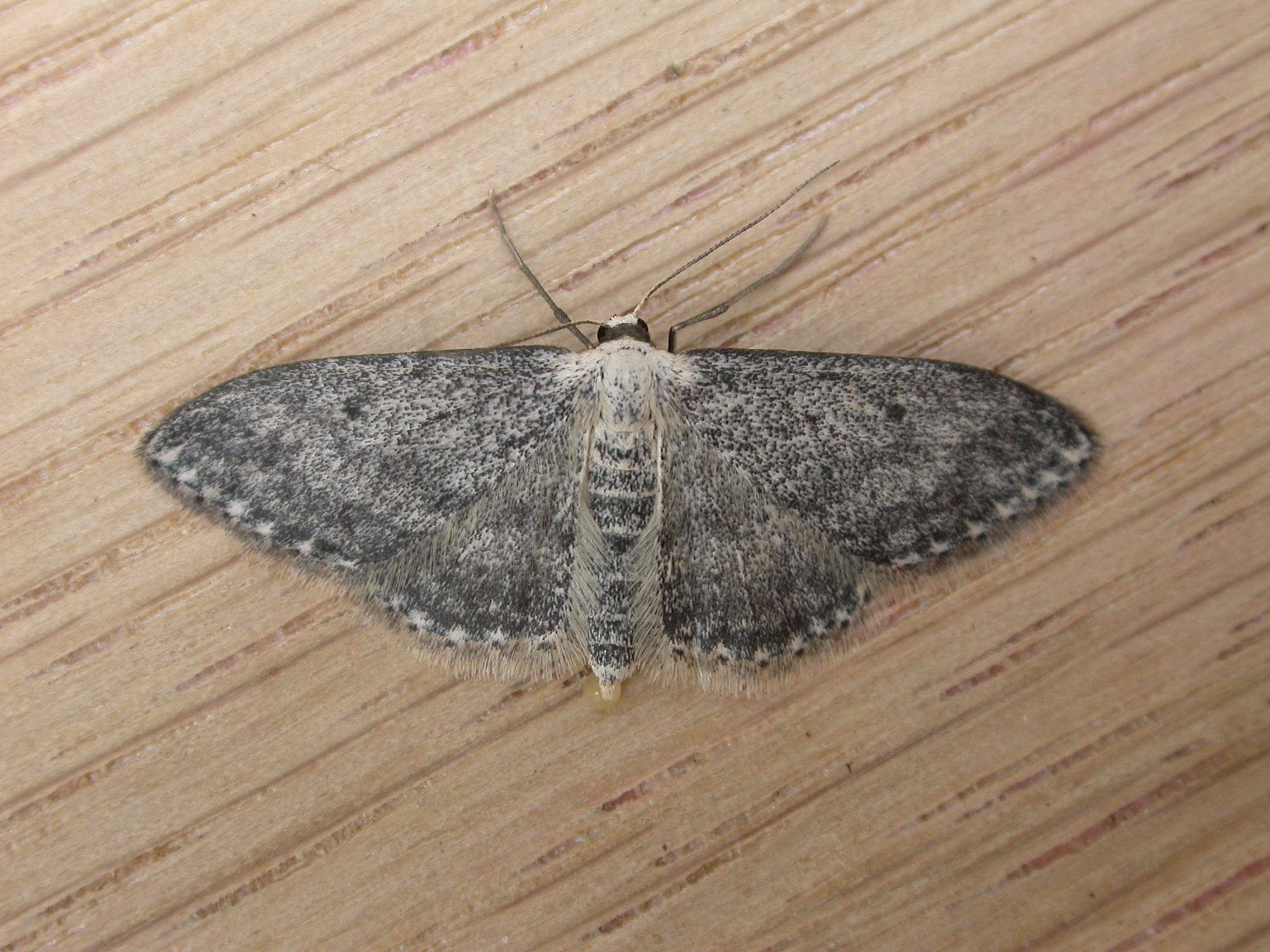
Idaea seriata

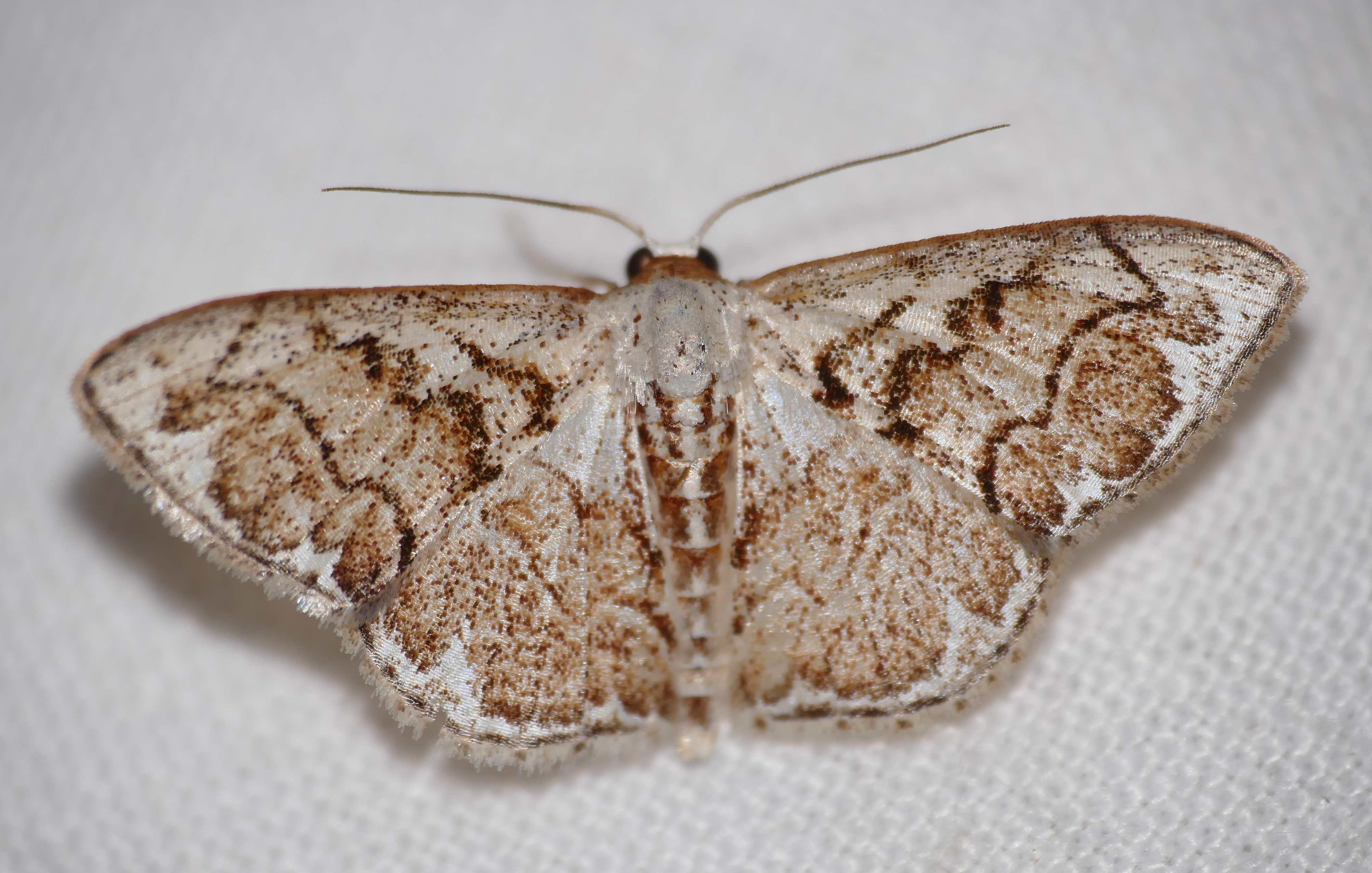
Idaea subfervens

Il genere comprende le seguenti specie:
- Idaea abnorma (Pinker, 1960)
- Idaea acutipennis Hausmann & Honey, 2004
- Idaea albarracina (Reisser, 1934)
- Idaea albitorquata (Püngeler, 1909)
- Idaea alicantaria (Reisser, 1963)
- Idaea alopecodes (Meyrick, 1888)
- Idaea alyssumata (Himminghoffen & Millière, 1871)
- Idaea argophylla (Turner, 1922)
- Idaea atlantica (Stainton, 1859)
- Idaea attenuaria (Rambur, 1833)
- Idaea aureolaria (Denis & Schiffermüller, 1775)
- Idaea aversata (Linnaeus, 1758)
- Idaea bacalladoi (Pinker, 1974)
- Idaea belemiata (Millière, 1868)
- Idaea bigladiata Herbulot, 1975
- Idaea bilinearia (Fuchs, 1878)
- Idaea biselata (Hufnagel, 1767)
- Idaea blaesii Lenz & Hausmann, 1992
- Idaea bustilloi (Agenjo, 1967)
- Idaea calunetaria (Staudinger, 1859)
- Idaea camparia (Herrich-Schäffer, 1852)
- Idaea carvalhoi Herbulot, 1979
- Idaea cervantaria (Millière, 1869)
- Idaea charitata (Rebel, 1914)
- Idaea chloristis (Meyrick, 1888)
- Idaea circuitaria (Hübner, 1819)
- Idaea coercita (T.P.Lucas, 1900)
- Idaea completa (Staudinger, 1892)
- Idaea consanguiberica Rezbanyai-Reser & Expósito, 1992
- Idaea consanguinaria (Lederer, 1853)
- Idaea consolidata (Lederer, 1853)
- Idaea contiguaria (Hübner, 1799)
- Idaea costaria (Walker, 1863)
- Idaea couloniata (Balestre, 1907)
- Idaea crinipes (Warren, 1897)
- Idaea dasypus (Turner, 1908)
- Idaea degeneraria (Hübner, 1799)
- Idaea deitanaria Reisser & Weisert, 1977
- Idaea delosticta (Turner, 1922)
- Idaea descitaria (Christoph, 1893)
- Idaea determinata (Staudinger, 1876)
- Idaea deversaria (Herrich-Schäffer, 1847)
- Idaea dilutaria (Hübner, 1799)
- Idaea dimidiata (Hufnagel, 1767)
- Idaea distinctaria (Boisduval, 1840)
- Idaea dolichopis (Turner, 1908)
- Idaea effeminata (Staudinger, 1892)
- Idaea efflorata (Zeller, 1849)
- Idaea elachista (Turner, 1922)
- Idaea elaphrodes (Turner, 1908)
- Idaea elongaria (Rambur, 1833)
- Idaea emarginata (Linnaeus, 1758)
- Idaea epicyrta (Turner, 1917)
- Idaea eretmopus (Turner, 1908)
- Idaea euclasta (Turner, 1922)
- Idaea eucrossa (Turner, 1932)
- Idaea eugeniata (Dardoin & Millière, 1870)
- Idaea euphorbiata (Balestre, 1906)
- Idaea exilaria (Guenée, 1858)
- Idaea fatimata (Staudinger, 1895)
- Idaea ferrilinea (Warren, 1900)
- Idaea figuraria (A.Bang-Haas, 1907)
- Idaea filicata (Hübner, 1799)
- Idaea flaveolaria (Hübner, 1809)
- Idaea fractilineata (Zeller, 1847)
- Idaea franconiaria (Swinhoe, 1902)
- Idaea fucosa (Warren, 1900)
- Idaea fuerteventurensis (Pinker, 1974)
- Idaea fuscovenosa (Goeze, 1781)
- Idaea halmaea (Meyrick, 1888)
- Idaea humiliata (Hufnagel, 1767)
- Idaea ibericata (Wehrli, 1927)
- Idaea ibizaria Mentzer, 1980
- Idaea incalcarata (Chrétien, 1919)
- Idaea incisaria (Staudinger, 1892)
- Idaea inclinata (Lederer, 1855)
- Idaea infirmaria (Rambur, 1833)
- Idaea inquinata (Scopoli, 1763)
- Idaea intermedia (Staudinger, 1879)
- Idaea inversata (Guenée, 1857)
- Idaea iodesma (Meyrick, 1897)
- Idaea joannisiata (Homberg, 1911)
- Idaea korbi (Püngeler, 1917)
- Idaea laevigata (Scopoli, 1763)
- Idaea lambessata (Oberthür, 1887)
- Idaea leipnitzi Hausmann, 2003
- Idaea leptochyta (Turner, 1942)
- Idaea libycata (Bartel, 1906)
- Idaea litigiosaria (Boisduval, 1840)
- Idaea longaria (Herrich-Schäffer, 1852)
- Idaea lucida (Turner, 1942)
- Idaea lusohispanica Herbulot, 1991
- Idaea luteolaria (Constant, 1863)
- Idaea lutulentaria (Staudinger, 1892)
- Idaea macilentaria (Herrich-Schaffer, 1847)
- Idaea maderae (Bethune-Baker, 1891)
- Idaea mancipiata (Staudinger, 1871)
- Idaea manicaria (Herrich-Schäffer, 1851)
- Idaea mediaria (Hübner, 1819)
- Idaea metohiensis (Rebel, 1900)
- Idaea miltophrica (Turner, 1922)
- Idaea mimosaria (Guenée, 1858)
- Idaea minuscula (Ribbe, 1912)
- Idaea minuscularia (Ribbe, 1912)
- Idaea moniliata (Denis & Schiffermüller, 1775)
- Idaea muricata (Hufnagel, 1767)
- Idaea mustelata (Gumppenberg, 1892)
- Idaea mutilata (Staudinger, 1876)
- Idaea nanata (Warren, 1897)
- Idaea neglecta Hausmann & Werno, 2003
- Idaea nephelota (Turner, 1908)
- Idaea nevadata (Wehrli, 1926)
- Idaea nexata (Hübner, 1813)
- Idaea nigrolineata (Chrétien, 1911)
- Idaea nitidata (Herrich-Schäffer, 1861)
- Idaea obliquaria (Turati, 1913)
- Idaea obsoletaria (Rambur, 1833)
- Idaea ochrata (Scopoli, 1763)
- Idaea ossiculata (Lederer, 1871)
- Idaea ostrinaria (Hübner, 1813)
- Idaea pachydetis (Meyrick, 1888)
- Idaea palaestinensis (Sterneck, 1933)
- Idaea pallidata (Denis & Schiffermüller, 1775)
- Idaea palmata (Staudinger, 1901)
- Idaea partita (T.P.Lucas, 1900)
- Idaea peluraria (Reisser, 1939)
- Idaea philocosma (Meyrick, 1888)
- Idaea pilosata (Warren, 1898)
- Idaea politaria (Hübner, 1799)
- Idaea praecisa (Reisser, 1934)
- Idaea predotaria (Hartig, 1951)
- Idaea probleta (Turner, 1908)
- Idaea pseliota (Meyrick, 1888)
- Idaea punctatissima (Warren, 1901)
- Idaea purpurariata (Pinker, 1974)
- Idaea rainerii Hausmann, 1994
- Idaea rhodogrammaria (Püngeler, 1913)
- Idaea rhopalopus (Turner, 1908)
- Idaea robiginata (Staudinger, 1863)
- Idaea rufaria (Hübner, 1799)
- Idaea rupicolaria (Reisser, 1927)
- Idaea rusticata (Denis & Schiffermüller, 1775)
- Idaea saleri Domínguez & Baixeras, 1992
- Idaea sardoniata (Homberg, 1912)
- Idaea scaura (Turner, 1922)
- Idaea scintillans (Warren, 1898)
- Idaea seriata (Schrank, 1802)
- Idaea sericeata (Hübner, 1813)
- Idaea serpentata (Hufnagel, 1767)
- Idaea simplex (Warren, 1899)
- Idaea simplicior (Prout, 1934)
- Idaea spissilimbaria (Mabille, 1888)
- Idaea squalidaria (Staudinger, 1882)
- Idaea stenozona (Lower, 1902)
- Idaea straminata (Borkhausen, 1794)
- Idaea subsaturata (Guenée, 1858)
- Idaea subsericeata (Haworth, 1809)
- Idaea sylvestraria (Hübner, 1799)
- Idaea textaria (Lederer, 1861)
- Idaea tineata (Thierry-Mieg, 1910)
- Idaea trigeminata (Haworth, 1809)
- Idaea trissomita (Turner, 1941)
- Idaea trissorma (Turner, 1926)
- Idaea troglodytaria (Heydenreich, 1851)
- Idaea trypheropa (Meyrick, 1889)
- Idaea typicata (Guenée, 1858)
- Idaea unicalcarata (Prout, 1922)
- Idaea uniformis (Warren, 1896)
- Idaea urcitana (Agenjo, 1952)
- Idaea vesubiata (Millière, 1873)
- Idaea vilaflorensis (Rebel, 1910)
- Idaea volloni (D.Lucas & Joannis, 1907)
- Idaea zonata (L.B.Prout, 1932)